# Män utan kvinnor (novellsamling av Hemingway)
Män utan kvinnor (originaltitel: Men Without Women) är en novellsamling av Ernest Hemingway utgiven 1927. 
Novellerna handlar bland annat om tjurfäktning, boxning och otrohet. Boken ingår i de svenska samlingsutgåvorna Noveller (1955) och I vår tid (1985).

## Innehåll
TJ = översatt av Thorsten Jonsson, ME = översatt av Mårten Edlund. TJ:s översättningar ingår även i Snön på Kilimandjaro och andra noveller, 1942.
- De obesegrade (The Undefeated) TJ
- I ett annat land (In Another Country) TJ
- Berg som vita elefanter (Hills Like White Elephants) TJ
- Hämnarna (The Killers) TJ
- Che Ti Dice La Patria? TJ
- Femti tusen lock (Fifty Grand) TJ
- En oskyldig fråga (A Simple Enquiry) ME
- Tio indianer (Ten Indians) TJ
- Kanariefågel för ensam dam (A Canary for One) TJ
- En alpidyll (An Alpine Idyll) ME
- Ett förföljelselopp (A Pursuit Race) ME
- Dagens namn är fredag (Today is Friday) ME
- Banal historia (Banal Story) ME
- När jag ville gå (Now I Lay Me) TJ